# Atanazy (Akunda)
Atanazy, imię świeckie Amos Akunda Masaba (ur. 1971, zm. 4 stycznia 2019 w Worcester) – kenijski duchowny prawosławny, biskup Kisumu i zachodniej Kenii w latach 2015–2019.

## Życiorys
Urodził się w Kenii. Był najstarszym z sześciorga dzieci. Gdy miał 8 lat, jego rodzice przyjęli prawosławie. Studiował w seminarium Makariusza III w Kenii i ukończył ją z dyplomem teologa, a następnie uzyskał tytuł magistra teologii w Szkole Teologicznej Krzyża Świętego.
W Międzynarodowym Instytucie Kościelnego Zarządzania otrzymał stopień doktora w dziedzinie zarządzania, a na Uniwersytecie Południowej Afryki – doktora teologii. Odbył również studia podyplomowe w zakresie zarządzania edukacją w Indyjskim Instytucie Zarządzania, zdobył też certyfikat w dziedzinie nauczania języka angielskiego jako języka obcego w Cambridge Institute of English Language w Bostonie.
12 kwietnia 1998 r. został przez metropolitę kenijskego Serafina (Kykkotisa) wyświęcony na diakona, po czym służył w metropolii Kenii. 25 lipca 2002 r. przyjął święcenia prezbiteratu.
6 grudnia 2015 r. w cerkwi św. Mikołaja w Kairze otrzymał chirotonię biskupią i stanął na czele nowo utworzonej diecezji Kisumu i zachodniej Kenii.
Zmarł 4 stycznia 2019 r. w Stanach Zjednoczonych. Przyczyną śmierci była rzadka forma raka krwi.